# 平轉橋

平轉橋，又稱旋轉橋，是活動橋的一種，多建築於水道之上，可以作90度旋轉，關閉時橋面可行人或行車，開啟後可供橋下的船隻通過。

## 著名例子

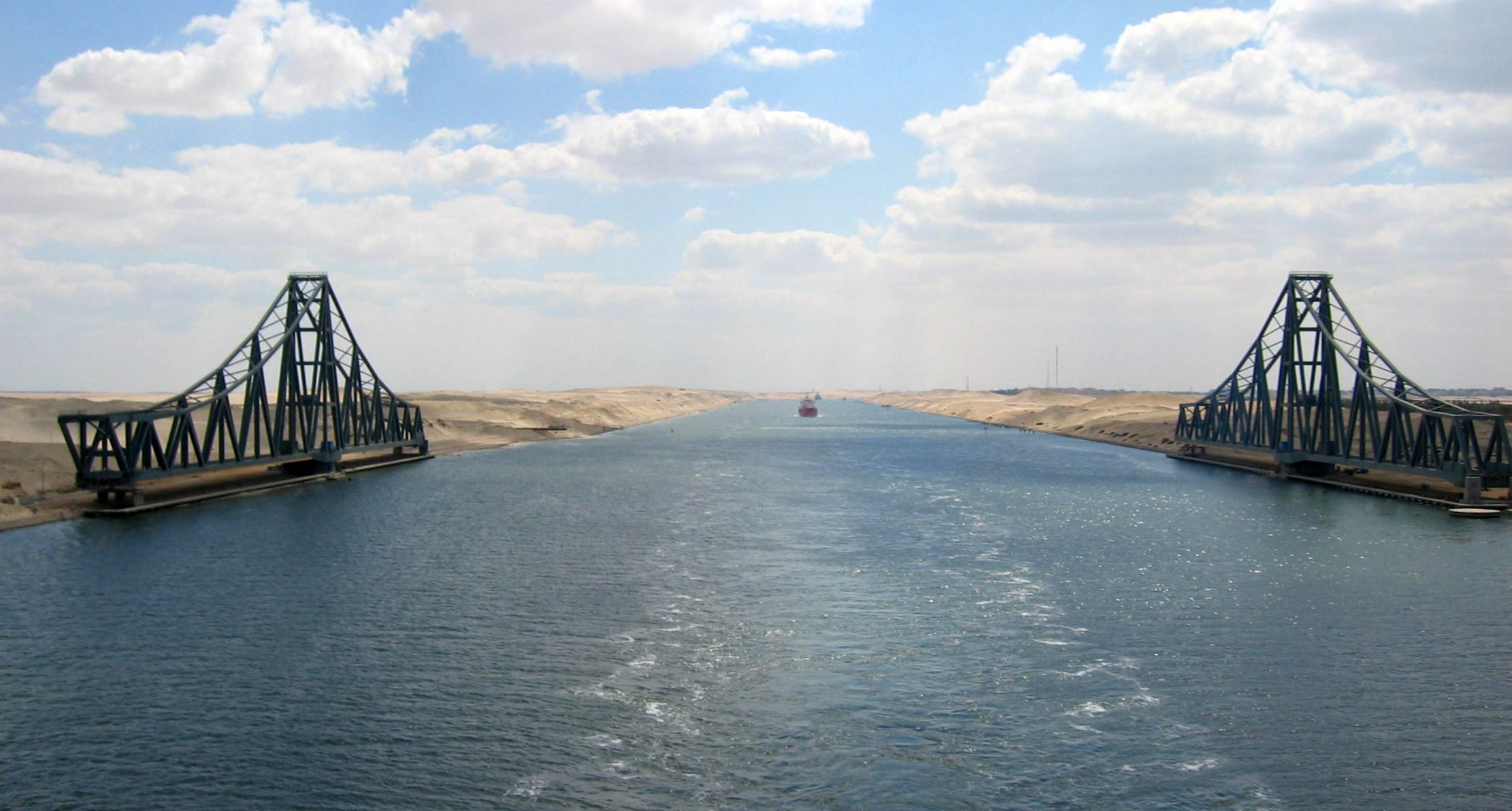
埃爾費爾丹鐵路橋

- 世界最長的平轉橋為埃爾費爾丹鐵路橋（英语：El Ferdan Railway Bridge），橋樑跨度為340米（1,120英尺），橫跨埃及苏伊士运河[1]。
- 亞洲較為知名的平轉橋，是位於日本天橋立的廻旋橋，建於1932年，初時以人力轉動，1957年改為電動，是當地的旅遊景點之一。
- 英國泰恩河上的平轉橋（英语：Swing Bridge, River Tyne）於1876年落成，現為II*級登錄建築（Grade II* Listed）[2]。
- 天津的金汤桥是中国大陆境内一座典型的平转桥